# Глинський Олександр Сергійович
Олександр Сергійович Глинський (нар. 21 липня 1860 — після 1925) — генерал-хорунжий Армії УНР, український військовий і громадсько-політичний діяч, голова Українського Військового організаційного комітету, голова Українського військового клубу імені Полуботка.

## Життєпис
Закінчив кадетський корпус, Ризьке піхотне юнкерське училище по 2-му розряду в 1882 році. 
Служив у 13-му резервоному піхотному кадровому батальйоні. Брав участь у Китайській кампанії у 1900–1901 рр, Російсько-японській війні у 1904–1905 рр. З 20 квітня 1906 до 19 жовтня 1906 в. о. начальника 1-го Сибірського військово-санітарного поїзду. З 29 червня 1906 підполковник. З 19 червня 1910 року займає посаду овруцького повітового військового начальника. З 12 травня 1915 полковник.
На початку 1917 начальник Київської місцевої бригади, один із перших організаторів українського військового руху. 8 березня 1917 був обраний до керівництва Українського військового клубу ім. П. Полуботка, згодом — голова цього клубу, сприяв виділенню всіх українців із Київської місцевої бригади до складу 1-го Українського козацького полку ім. Б. Хмельницького. 
З травня 1917 р. — командир 717-го піхотного Сандомирського полку. 
У березні 1918 сформував та очолив у Києві т. зв. Офіцерський полк, що сприяв перевороту гетьмана Павла Скоропадського. Був старшиною для доручень штабу Гетьмана, підвищений до рангу генерального хорунжого.
З 1922 і до 1925 р. — на службі у РСЧА на посаді начальника адміністративного відділу Київської об'єднаної командної школи ім. С. С. Каменева. Подальша доля невідома.